# Gnophos korlata
Gnophos korlata là một loài bướm đêm trong họ Geometridae.